# 7. Luftwaffen-Feld-Division
La 7. Luftwaffen-Feld-Division  (7e division de campagne de la Luftwaffe) a été l'une des principales divisions de la Luftwaffe allemande durant la Seconde Guerre mondiale.
Cette division a été formée en septembre 1942 à Groß-Born dans la Luftgau III à partir du  Flieger-Regiment 43..

La Division entre en action le 12 décembre 1942. Elle subit de lourdes pertes le long de la rivière Don (Morozovskaja, Aleschkin, Krasnaja Svesda). Les restes de la Division sont incorporées dans la 15. Luftwaffen-Feld-Division en mars 1943. 
La division est officiellement dissoute en mai 1943.

## Commandement

Drapeau du commandant d'une division aérienne

| Début            | Fin              | Grade        | Nom                          |
| ---------------- | ---------------- | ------------ | ---------------------------- |
| 9 octobre 1942   | 28 novembre 1942 | Generalmajor | Wolf Freiherr von Biedermann |
| 28 novembre 1942 | 3 janvier 1943   | Oberst       | August Kleßmann              |
| 3 janvier 1943   | Février 1943     | Oberst       | Willibald Spang              |

## Chef d'état-major
| Début           | Fin          | Grade | Nom                |
| --------------- | ------------ | ----- | ------------------ |
| 16 octobre 1942 | Janvier 1943 | Major | August Fischer-See |

## Rattachement
| Janvier 1943 - Février 1943 : |  | Korps Mieth / Hollidt | basée près du Don |
| Février 1943 - Mars 1943 :    |  | ?                     | ?                 |
| Mars 1943 - Mars 1943 :       |  | en réserve            | basée à Mius      |

## Unités subordonnées
- I. à III. Bataillone (Infanterie, sans Stab - Chaque bataillon d'infanterie est constitué de 4 compagnies)
- Panzer-Jäger-Abteilung Luftwaffen-Feld-Division 7
- Artillerie-Abteilung Luftwaffen-Feld-Division 7
- Flak-Abteilung Luftwaffen-Feld-Division 7
- Radfahrer-Kompanie Luftwaffen-Feld-Division 7
- Pionier-Kompanie Luftwaffen-Feld-Division 7
- Luftnachrichten-Kompanie Luftwaffen-Feld-Division 7
- Kommandeur der Nachschubtruppen Luftwaffen-Feld-Division 7